# HMS Magpie (U82)
«Мегпай» (англ. HMS Magpie (U82) — військовий корабель, шлюп типу «Модифікований Блек Свон» Королівського військово-морського флоту Великої Британії за часів Другої світової війни.
Шлюп «Мегпай» був закладений 30 грудня 1941 року на верфі компанії John I. Thornycroft & Company у Вулстоні. 24 березня 1943 року він був спущений на воду, а 30 серпня 1943 року увійшов до складу Королівських ВМС Великої Британії.
Корабель взяв активну участь у бойових діях на морі в Другій світовій війні, бився у Північній Атлантиці, біля берегів Франції, Англії та Норвегії, супроводжував арктичні та атлантичні конвої, підтримував висадку військ в операції «Нептун».
За проявлену мужність та стійкість у боях бойовий корабель заохочений трьома бойовими відзнаками.
У післявоєнний час шлюп «Мегпай» був єдиним судном, яким командував принц Філіп, герцог Единбурзький, який з 2 вересня 1950 року був капітаном військового корабля у віці 29 років.

## Історія

### 1944
У березні 1944 року шлюп залучався до супроводження чергового арктичного конвою JW 58 з 47 транспортних та вантажних суден.
1957 році «Мегпай» знімався в ролі шлюпа «Аметист» у кінострічці «Інцидент на Янцзи» по мотивах реальних подій на річці Янцзи у квітні 1949 року.